# 카요구

카요구의 위치

카요구(영어: Cayo District)는 벨리즈 서부에 위치한 구로 행정 중심지는 샌이그나시오이며 면적은 5,338km2, 인구는 73,202명(2010년 기준)이다. 과테말라와 국경을 접하며 벨리즈의 수도인 벨모판이 위치한다.